# Gare des Cabannes
Gare des Cabannes vasútállomás Franciaországban, Les Cabannes településen.

## Vasútvonalak
Az állomást az alábbi vasútvonalak érintik:
- Portet-Saint-Simon–Puigcerdà-vasútvonal

## Kapcsolódó állomások
A vasútállomáshoz az alábbi állomások vannak a legközelebb:
- Gare de Luzenac - Garanou
- Gare de Tarascon-sur-Ariège